# Pelagische zone

De verschillende subzones binnen de pelagische zone

De pelagische zone (Latijn: pelagius/pelagicus, "van de zee" van Grieks πελάγιος/πελάγικός pelágios/pelágikós, "idem" van πέλαγος, pélagos, "zee") is de ecologische zone in zeeën en oceanen die bestaat uit open water. De zone staat in contrast met het littoraal en wordt ingedeeld in ecologisch verschillende subzones. Het belangrijkste verschil tussen de subzones is de diepte, omdat er met toenemende diepte steeds minder zonlicht doordringt tot het water.

## Subzones
De epipelagische of fotische zone reikt vanaf het wateroppervlak (zeeniveau) tot 200 m diepte. Dit is de ondiepe zone waar genoeg zonlicht doordringt voor fotosynthese. Plantaardig en dierlijk leven is voornamelijk beperkt tot deze zone. Voorbeelden zijn vissen als haaien, goudmakreel, tonijn of kwallen.
De mesopelagische of schemerzone reikt van 200 m tot 1.000 m diepte. Hoewel hier nog wel licht doordringt, is dit onvoldoende voor fotosynthese. Hier leven dieren als zwaardvissen, draakvissen, inktvissen, zeewolven, sommige zeekatten.
De bathyale of bathypelagische zone reikt van 1.000 m tot ongeveer 4.000 m diepte. Op deze diepte is de oceaan vrijwel helemaal donker (met de uitzondering van bioluminescente organismen als lantaarnvissen). Planten leven hier niet meer en de meeste dieren leven van zeesneeuw of detritus die uit de bovenliggende zones neerdaalt, of (zoals diepzeebijlvissen) als predators op andere soorten. Op deze diepte leven ook reuzeninktvissen en pijlinktvissen, die worden bejaagd door  naar grote diepte duikende potvissen.
De abyssale of abyssopelagische zone reikt van 4.000 m tot 6.000 m diepte. Dit betekent normaal gesproken tot de oceaanbodem. In deze zone komt geen licht door, zodat de meeste organismen kleurloos en blind zijn.
De hadale of hadopelagische zone omvat al het water onder 6.000 m diepte, voornamelijk in oceanische troggen. Over deze zone is zeer weinig bekend, in het open water van deze zone komt weinig leven voor. Waar hydrothermale bronnen in het diepe oceaanwater uitkomen komen meer levensvormen voor. Dit is overigens ook het geval in andere zones.
De bathypelagische, abyssopelagische en hadopelagische zones worden door mariene biologen vaak samen tot een enkele zone gerekend; of soms worden de laatste twee zones als een zone gezien.